# Kelk (Yorkshire de l'Est)
 (septembre 2023).
Kelk est une paroisse civile du Yorkshire de l'Est, en Angleterre.